# 椎骨動脈
椎骨動脈（ついこつどうみゃく、英: vertebral artery）は、首付近に左右に2本存在する、脳を栄養する重要な動脈の1つである。

## 走行
左の椎骨動脈は左鎖骨下動脈に、右の椎骨動脈は右鎖骨下動脈に由来し、第六頚椎から第一頚椎にかけて存在する左右の横突孔内を下から上に貫通する。このような場所を走行しているため、首を後ろに大きく曲げる姿勢を取ると、この動脈が圧迫される。結果、この動脈での血流が悪くなり脳への血流が不足したりすることもある。また、首を後屈させる姿勢を長時間取り続けると、場合によっては動脈内に血栓を生ずることもあり、その後、首を動かすなどして血流が回復した時に、脳へと血栓が飛んで、最悪の場合、脳梗塞を発生させることもある。第一頚椎の横突孔を出ると内側に蛇行し、硬膜を突き破って脊髄腔内に入り、そのまま脊髄に沿って大後頭孔から脳内（後頭蓋窩）に入る。脳幹部に入ると左右それぞれ延髄の前外側を上行し、延髄と橋の境界の高さで左右が合流して一本の動脈“脳底動脈”となる。

## 分岐
頚髄の高さ（脳に入る前）での椎骨動脈からは、脊髄動脈（根動脈）や筋枝を分岐している。また脳内に入ってからは、前脊髄動脈、左右の後脊髄動脈、左右の後下小脳動脈、左右の後硬膜動脈を分岐する。脳底動脈となってからはそれぞれ左右の前下小脳動脈、上小脳動脈を分岐した後、左右に分かれて後大脳動脈となり、後交通動脈につながってウィリス動脈輪を形成する。

## 栄養
椎骨動脈が栄養する器官には、脳底動脈以降を含めて以下のものがある。
- 頚髄
- 延髄
- 橋
- 小脳
- 中脳
- 間脳の後部
- 大脳の後頭葉および側頭葉
- 蝸牛および前庭器官

## 病変
椎骨動脈およびその分枝の狭窄や閉塞、解離により、脳梗塞や脳出血、クモ膜下出血を起こすことがある。上記のようにこの血管が栄養している器官は生命維持に関わる部分であるだけに、椎骨動脈や脳底動脈本管の完全閉塞などの重大な病変では、致命的となることがある。ただし椎骨動脈そのものは左右に2本あるため、どちらか一方が完全閉塞してもまったく症状が現れないことが多い。正常でももともと左右のどちらか一方だけが発達しているのが普通である。